# Convento de Nossa Senhora dos Anjos (Cabo Frio)

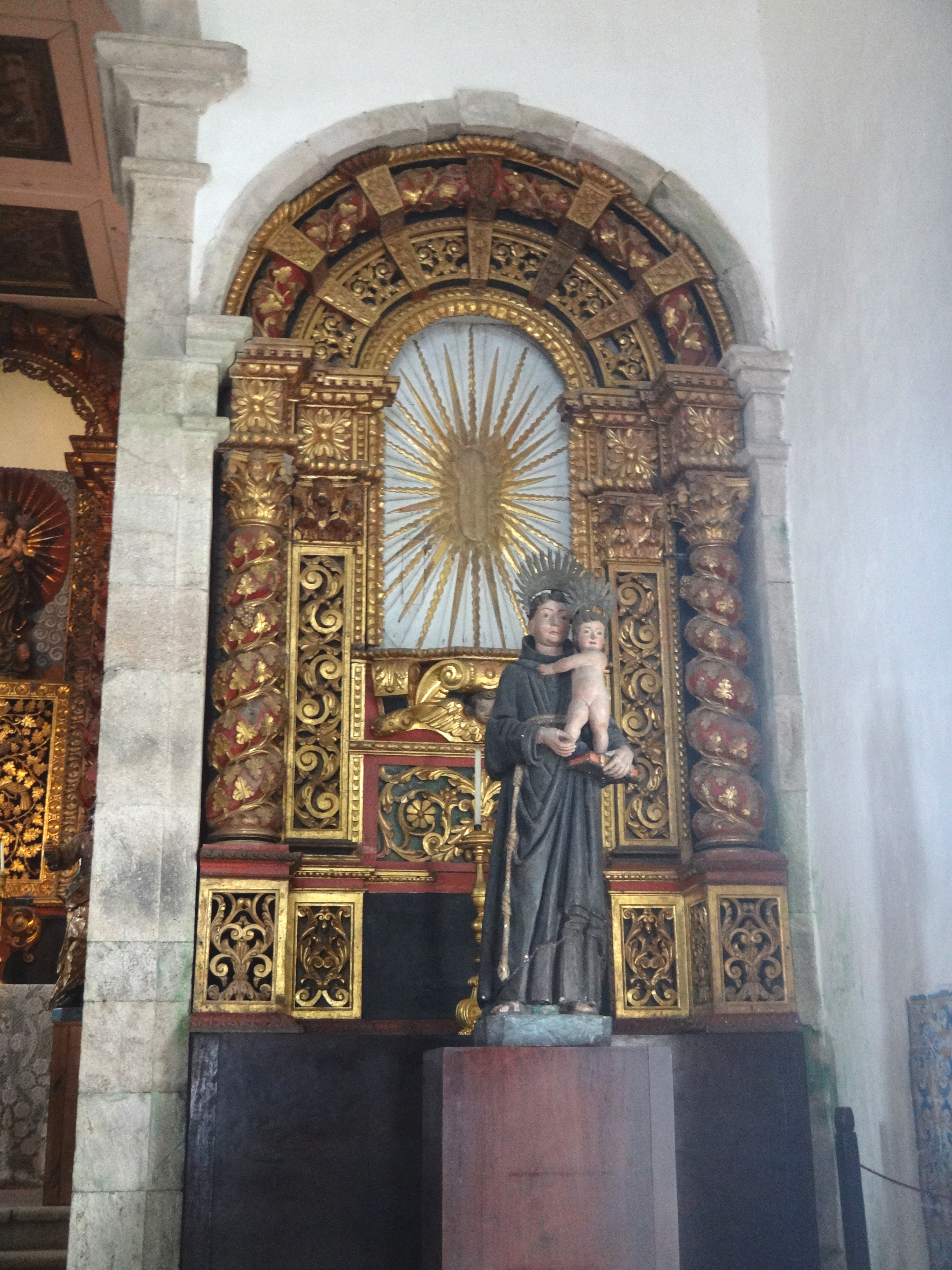
Retábulo lateral e imagem de terracota de Santo Antônio, datados do século XVII

O Convento de Nossa Senhora dos Anjos é um antigo convento franciscano da época colonial localizado em Cabo Frio, no Brasil. Construído no final do século XVII, o convento é atualmente sede do Museu de Arte Religiosa e Tradicional da cidade.

## História
A pedra fundamental do convento fransciscano de Cabo Frio foi lançada em 2 de agosto de 1684, e o complexo foi especificamente  inaugurada em 13 de janeiro de 1696 pelo Frei Cristóvão da Madre de Deus Luz. O convento foi construído fora do perímetro da antiga vila seiscentista, no sopé do Morro da Guia. Isso seguia o costume fransciscano de construir seus conventos em grandes terrenos distantes do centro das povoações do Brasil colonial.
Em 1707, passou a funcionar no convento uma Casa do Noviciado, onde os noviços aprendiam Gramática. Também funcionou como escola para as crianças locais, que ali aprendiam a ler, escrever e contar. Em 1740, os frades levantaram uma pequena capela sobre o morro vizinho, dedicada a Nossa Senhora da Guia, onde iam meditar em meio à natureza. No século XIX o convento passou por um processo de esvaziamento, e em 1876 morreu seu último guardião, Frei Vitorino da Santa Felicidade. O complexo entrou em ruína mas foi tombado pelo IPHAN em 1957, que o restaurou em 1982 e ali instalou um museu dedicado à arte sacra.

## Arquitetura e arte
O complexo conventual atualmente consiste da Igreja de Nossa Senhora dos Anjos, a capela dos irmãos terceiros dentro da igreja, as ruínas do convento (parcialmente reconstruídas), o claustro e o cemitério. No terreno em frente ao convento os franciscanos ergueram um grande Cruzeiro, onde eram realizadas procissões.
A fachada da igreja segue o esquema simplificado dos templos coloniais fluminenses: tem um portal único, sobre o qual há três janelões na altura do coro-alto. O frontão tem formato triangular, com volutas nas bases. O interior é de nave única, com um coro-alto no lado da entrada, com acesso pelo convento. Ao fundo da nave há uma capela-mor estreita e pouco profunda, pela qual pode ser acessada a sacristia. Um grande arco numa parede lateral da nave dá acesso à capela dos irmãos terceiros, inserida perpendicularmente à igreja conventual.
A capela-mor tem teto de madeira com pinturas do século XVII. O retábulo é também do século XVII, com vários painéis de gosto orientalizante, com destaque para um painel que representa uma árvore da vida. Ao lado do arco da capela-mor encontram-se dois retábulos, também do século XVII. Também do século XVII é uma grande imagem de Santo Antônio; já as outras imagens dos retábulos são do século XVIII.
Entre a igreja e o convento, localizado à direita, ergue-se uma torre sineira com uma porta protegida por copiar. Por esta porta se entra no convento, cujas paredes externas estão apoiadas em contrafortes e tem várias janelas entaipadas. Originalmente, o convento continha um claustro ao redor do qual estavam localizadas as celas, o refeitório, biblioteca e salas de estudo, mas na altura do restauro sobravam apenas as paredes externas e poucas estruturas internas.

## Museu
O Museu de Arte Religiosa e Tradicional (MART) foi instalado no antigo Convento dos Anjos em 1982. O acervo incluiu imagens de terracota e madeira, mobiliário e outras obras de arte sacra que pertenciam ao patrimônio do convento. O Museu também é palco de concertos, palestras e exposições temporárias.